# Fiat Type 1

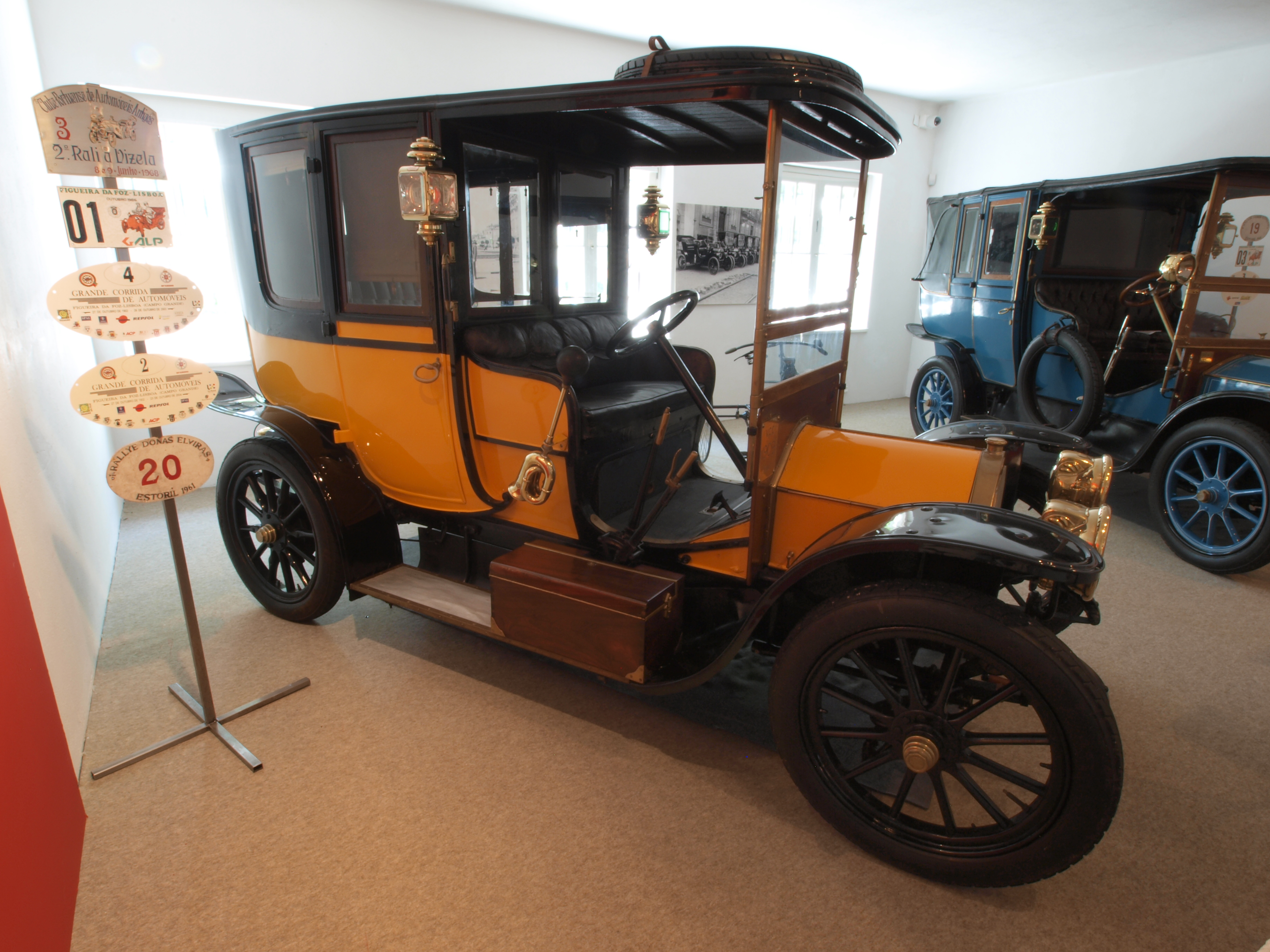
Fiat Type 1. 1909

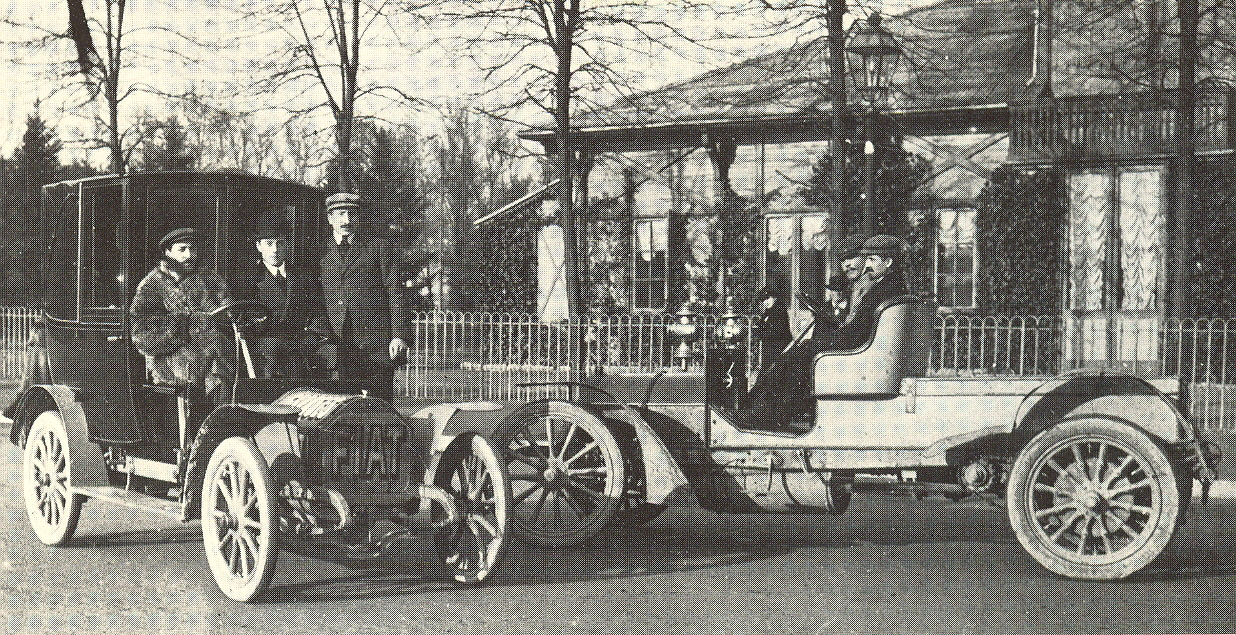
Fiat Type 1 (ліворуч). 1908

Fiat Type 1 (Fiat 12-15 HP) перша серійна модель автомобіля компанії Fiat. Було вироблено 6.181 авто всіх модифікацій впродовж 1908–1921 років.

## Історія
Шестимісну модель Fiat Type 1 виготовляли у 1908–1910 роках серією у 2521 екземплярів. 4-циліндровий мотор Aquila Italiana потужністю 16 к.с. об'ємом 1847/2009 см³ дозволяв розвивати швидкість 70 км/год. Мотор комплектувався магнето запалювання. Коробка передач була 4-ступінчастою.
Tipo 1 Fiacre випустили 961 екземпляр. Її модифікація Fiat Type 1А з мотором потужністю 18 к.с. виходила серією 1.373 авто до вступу Італії у війну (1912–1915).
На базі моделі Type 1 Fiacre випускали Таксі моделі 1T (1920), якого виробили близько 1320 екземплярів. Вони використовувались як таксі в містах Італії, Нью-Йорку, Лондоні, Парижі.